# باشگاه فوتبال چنایین
باشگاه فوتبال چنایین (انگلیسی: Chennaiyin FC) یک باشگاه فوتبال است که در چنای، تامیل‌نادو کشور هند پایه‌گذاری شده است.